# Richmond (Luisiana)
Richmond es una villa ubicada en la parroquia de Madison en el estado estadounidense de Luisiana. En el Censo de 2010 tenía una población de 577 habitantes y una densidad poblacional de 134,21 personas por km².

## Geografía
Richmond se encuentra ubicada en las coordenadas 32°23′18″N 91°10′50″O / 32.38833, -91.18056. Según la Oficina del Censo de los Estados Unidos, Richmond tiene una superficie total de 4.3 km², de la cual 4.3 km² corresponden a tierra firme y (0%) 0 km² es agua.

## Demografía
Según el censo de 2010, había 577 personas residiendo en Richmond. La densidad de población era de 134,21 hab./km². De los 577 habitantes, Richmond estaba compuesto por el 78.34% blancos, el 19.58% eran afroamericanos, el 0% eran amerindios, el 0.35% eran asiáticos, el 0% eran isleños del Pacífico, el 1.04% eran de otras razas y el 0.69% pertenecían a dos o más razas. Del total de la población el 4.85% eran hispanos o latinos de cualquier raza.